# Massive Noise Injection
Massive Noise Injection è un album dal vivo del gruppo heavy metal inglese Wolfsbane, pubblicato nel 1993.

## Tracce
1. Protect & Survive – 3:47
2. Load Me Down – 3:02
3. Black Lagoon – 4:54
4. Rope & Ride – 4:08
5. Kathy Wilson – 4:21
6. Loco – 3:33
7. End of the Century – 4:10
8. Steel – 4:56
9. Temple of Rock – 5:37
10. Manhunt – 3:56
11. Money to Burn – 6:56
12. Paint the Town Red – 3:48
13. Wild Thing – 5:31

## Formazione
- Blaze Bayley - voce
- Jason Edwards - chitarra
- Jeff Hately - basso
- Steve Ellet - batteria